# The Scaners
The Scaners — французская группа, играющая синти-панк/гаражный рок. Коллектив был образован в Лионе в 2017 году. Отличительная особенность коллектива — лирика на тему НЛО.

## История
После образования в 2017, группа подписала контракт с лейблом Dirty Water Records и в следующем году выпустила два альбома: The Scaners LP и The Scaners LP II. Альбом The Scaners LP имел определённую популярность в среде лазерной музыки и впоследствии признан самым популярным релизом группы.
Вскоре группа отыграла концерты с такими коллективами как The New Bomb Turks, UK Subs, Frustration, Ausmuteants, Zeke, JC Satan, Los Pepes, Les Lullies и Royal Headache.
Критики сравнивали гаражное звучание группы с Ramones и The Dickies, но с примесью синтезаторного звука на манер Devo и Suicide. Визитной карточкой The Scaners стала лирика на тему инопланетных вторжений. Кристофер Энтони из The Fire Note отметил, что космическая тематика в песнях второго альбома зашкаливает, группа играет в быстрой и резкой манере, что притягивает слушателя. Материал альбома прост, но его запоминающаяся подача выводит музыку The Scaners на другой уровень.
13 марта 2024 года The Scaners выпустили 3-й студийный альбом. Издание Louder Than War отметило бас-партии а манер фанка, а также гитарный фузз и синтезаторное звучание, подобранные в стиле диско. По мнению журнала, в основе музыки The Scaners лежит гаражный панк. Группа осталась верна космической тематике и новый диск продолжает концепцию предыдущих альбомов.

## Состав
- Pav Scaner — вокал, орган
- Dédé Scaner — гитара, терменвокс, вокал
- Tama Scaner — бас-гитара, вокал
- BX Scaner — ударные, вокал[7]

## Дискография

### Альбомы
| Релиз | Название           |
| ----- | ------------------ |
| 2018  | The Scaners LP     |
| 2018  | The Scaners LP II  |
| 2024  | The Scaners LP III |